# Ralph Downes
Pour les articles homonymes, voir Downes.
Ralph William Downes, (né le 16 août 1904 à Derby, décédé le 24 décembre 1993) est un organiste anglais, concepteur d'orgues, professeur et directeur de la musique. Il a été professeur d'orgue au Royal College of Music.

## Biographie
Downes a étudié au Royal College of Music de 1922 à 1923 avec Walter Alcock, Henry Ley (en), et Edgar Cook (en). Il était alors organiste assistant à la cathédrale de Southwark à partir de 1923 jusqu'en 1925, avant de passer au Keble College, Oxford (où il était également élève organiste pour poursuivre ses études dans les années 1925-1928). Il a ensuite été directeur musical et organiste de la nouvelle chapelle de l'université de Princeton entre 1928 et 1935, avant de retourner à Londres.
Pendant son séjour en Amérique, Downes a été influencé par le facteur d'orgues Donald Harrison et le claveciniste Ralph Kirkpatrick, et d'autres artistes de la musique baroque. Ces influences se sont manifestées après son retour à Londres, où il a été nommé organiste de l'Oratoire de Londres (en) (un poste qu'il occupera de 1936 à 1977). Ses récitals et ses émissions étaient connus pour la recherche de styles d'interprétation historiques, ce qui était rare à l'époque. Il a donné des premières sur le sol britannique de pièces d'orgue de compositeurs comme Darius Milhaud, Paul Hindemith et Arnold Schönberg. Il était le seul instrumentiste que Benjamin Britten ait invité à se produire à chaque Festival d'Aldeburgh.
En 1948, Ralph Downes a été chargé de concevoir l'orgue pour le Royal Festival Hall. Lorsque l'orgue a été inauguré en 1954, il a suscité une certaine controverse, mais il s'est avéré être le début de ce qui est désormais perçu comme le mouvement de réforme classique dans la conception des orgues, faisant oublier les immenses instruments victoriens désormais délaissés en faveur d'un son simple et plus cohérent, plus caractéristique de l'époque baroque. Bien que le résultat final n'était pas encore tout à fait au goût de Downes, car il manquait certaines couleurs de son qu'il aurait aimé voir présentes, cet instrument a clairement influencé la conception des orgues britanniques modernes. Downes a aidé à la reconstruction de nombreux orgues célèbres, y compris celui de la Cathédrale Saint-Alban de Saint Albans (en 1963) et de la Cathédrale de Gloucester  (en 1971).
Ralph Downes a été professeur d'orgue au Royal College of Music de 1954 à 1975 et il a été considéré comme le premier professeur d'orgue de son temps. Son influence sur des élèves comme Gillian Weir, Thomas Trotter (en) et Roucher du Toit a été très profonde. Il a également formé Trevor Pinnock. C'était Downes qui a encouragé Gillian Weir à participer au prestigieux Festival international d'orgue de St Albans à St Albans, où elle a remporté le premier prix.
Les enregistrements de Downes à l'orgue sont encore disponibles, notamment ceux des compositeurs Benjamin Britten et Peter Pears. Il a enregistré la musique pour orgue de Bach. Plusieurs de ses enregistrements ont été effectués sur l'orgue du Royal Festival Hall, cependant il a aussi enregistré à l'Oratoire de Londres, où il a conçu le Grand Orgue construit par JW Walker. Il a aussi écrit sur sa conception de l'orgue dans Baroque Tricks (Positif, Oxford, 1983).
Il a été nommé CBE en 1969 et est décédé en 1993. L'orgue n'a pas joué lors de ses funérailles, à sa demande, pour laisser la place à du chant grégorien qu'il avait appris à aimer à la suite de sa conversion au catholicisme.